# Загублені на Марсі
Загублені на Марсі (англ. Marooned on Mars) — дитячий науково-фантастичний роман американського письменника Лестера дель Рея. Був опублікований в 1952 році в серії Winston Science Fiction (п'ята книга серії). В італійській «Уранії» перевиданий в тому ж році. Перекладено німецькою, данською і голландською мовами.

## Зміст
Події відбуваються у віддаленому майбутньому. Завдяки створенню ракет на рідкому паливі на основі плутонію, земляни зуміли налагодити постійне транспортне сполучення з Місяцем і створили там базу. Наступний крок — Марс. Готується марсіанська експедиція, куди міжпланетною комісією ООН було запрошено колоніста Місяця Чака Свенсона. Він буде оператором радара й техніком зв'язку на космічному судні «Ерос». Останній стартував з космодрому в Андах з пересадкою на Місяці.
Втім вирішено з Місяця вирушати на Марс трохи раніше. Внаслідок цього Чак не може бути членом команди, оскільки ще неповнолітній. Тому його замінює Льюїс Вон. Але Чак проникає на корабель, ховаючись в секції з гідропонічними садами. Невдовзі після зльоту Чака виявлено та арештовано.
Пошкодження електронного управління корабля під час проходження скрізь метеорити змушує капітана корабля Джеффа Фолдінгчейра дозволити Чаку допомогти Вону з полагодженням пошкоджень. З часом космічний корабель з великими труднощами сідає на Марсі, але падає на бік. Усі члени команди вціліли, проте необхідно полагодити корабель, щоб мати змогу повернутися.
Під час обстеження території виявлено рослини, що виробляють кисень. Це дозволяє екіпажу розширити територію досліджень. Виявляють руїни та твори мистецтва із зображенням гуманоїдів. Чак і доктор Сокольський вирушають досліджувати канал, але виявляється, що це виноградна рослина, яка росте скрізь. В цей час інші члени екіпажу виявляють постійне зникнення інструментів, необхідних для ремонту корабля. Вирішено усім шукати тих, хто краде обладнання. Повернувшись, земляни виявляють, що марсіани перекинули корабель на бік.
Після походу Чак досліджує руїни міста, де захоплений гризуноподібними істотами на чолі зі Сптц-Ррллом. Останній пояснює, що вони крали інструменти з метою полагодити мідну крильчатку повітряного компресора, необхідну для продукування атмосфери планети. За відсутності марсіан Чак звільняється, лагодить крильчатку й намагається повернутися на свій корабель, але схоплений марсіанами. Втім побачивши відремонтовано крильчатку Сптц-Ррлль звільняє землянина, відводить на корабель та допомагає відремонтувати його. На дяку земляни залишають частину непотрібного обладнання. Надалі встановлюється торгівля між Землею і Марсом, внаслідок чого марсіани відновлюють свою цивілізацію, а земляни отримують корисні речовини, що містяться в марсіанських рослинах.